# フレンジー
『フレンジー』（Frenzy）は、1972年公開されたイギリス映画であり、スリラー映画の巨匠アルフレッド・ヒッチコック監督の最後から2番目の作品。久々に故郷のイギリスに戻って撮影し、評価を落としつつあったヒッチコックの復活作と評された。
原作はアーサー・ラ・バーンの小説『フレンジー』（原題：Goodbye Piccadilly, Farewell Leicester Square : 日本語訳が角川文庫から刊行された）。

## あらすじ
ロンドン。かつて空軍で英雄だったが現在はうらぶれた生活を送っているリチャード・ブレイニーは、離婚した妻のブレンダが絞殺される直前に会っていたため、ネクタイを使った連続殺人の容疑者として追われることになる。しかし犯人はブレイニーの友人ラスクだった。ブレイニーが逃亡を続ける間もラスクは犯行を重ね、ついには自分の罪をまんまとブレイニーに着せてしまう。事件を追っていたオックスフォード警部は逮捕されたブレイニーの態度を見て釈然としないものを感じ、再調査の結果、ラスクが真犯人と確信する。そこにブレイニーが脱走したという報が。オックスフォード警部は、復讐に向かったに違いないとラスクのアパートに急ぐ。そこで警部が見たものは、ネクタイで絞殺された女性の死体とバールを持ったブレイニー。ブレイニーは捕まるのではと身構えるが、警部は全てを察していた。そこへ、死体を処理するためのケースを持って、ネクタイを締めていないラスクが2人の前に現れる。

## キャスト
| 役名                       | 俳優                       | 日本語吹替                                                                | 日本語吹替                                                     |
| 役名                       | 俳優                       | NETテレビ版                                                               | ソフト版                                                       |
| -------------------------- | -------------------------- | ------------------------------------------------------------------------- | -------------------------------------------------------------- |
| リチャード・ブレイニー     | ジョン・フィンチ           | 内海賢二                                                                  | 小杉十郎太                                                     |
| ロバート・ラスク           | バリー・フォスター         | 穂積隆信                                                                  | 野島昭生                                                       |
| オックスフォード刑事       | アレック・マッコーエン     | 大木民夫                                                                  | 谷口節                                                         |
| バブス・ミリガン           | アンナ・マッセイ           | 野沢雅子                                                                  | 岡本麻弥                                                       |
| ブレンダ・ブレイニー       | バーバラ・リー・ハント     | 水城蘭子                                                                  | 幸田直子                                                       |
| モニカ・バーリング         | ジーン・マーシュ           | 加藤みどり                                                                | ふしだ里穂                                                     |
| フェリックス・フォーサイス | バーナード・クリビンス     | 今西正男                                                                  | 山内健嗣                                                       |
| スピアマン刑事             | マイケル・ベイツ           | 槐柳二                                                                    |                                                                |
| オックスフォード夫人       | ヴィヴィアン・マーチャント | 香椎くに子                                                                | 一龍斎春水                                                     |
| ジョニー・ポッター         | クライヴ・スウィフト       | 滝口順平                                                                  | 多田野曜平                                                     |
| ヘッティ・ポッター         | ビリー・ホワイトロー       | 此島愛子                                                                  | 勝生真沙子                                                     |
| グラディス                 | エルシー・ランドルフ       | 麻生美代子                                                                |                                                                |
| ホテルのボーイ             | ジミー・ガードナー         | 上田敏也                                                                  |                                                                |
| 不明 その他                |                            | 寺島幹夫 木原正二郎 徳丸完 緑川稔 野島昭生 清川元夢 中島喜美栄 佐久間あい | 池田ヒトシ 真田五郎 水野ゆふ 野沢聡 宮本崇弘 石田嘉代 遠藤純平 |
|                            |                            |                                                                           |                                                                |
| 演出                       | 演出                       | 山田悦司                                                                  |                                                                |
| 翻訳                       | 翻訳                       | 進藤光太                                                                  |                                                                |
| 効果                       | 効果                       | 赤塚不二夫                                                                |                                                                |
| 調整                       | 調整                       | 栗林秀年                                                                  |                                                                |
| 制作                       | 制作                       | グロービジョン                                                            | 東北新社                                                       |
| 解説                       | 解説                       | 淀川長治                                                                  |                                                                |
| 初回放送                   | 初回放送                   | 1974年11月3日 『日曜洋画劇場』                                            | 2012年発売のBDに収録                                           |

## 主な受賞歴

### ゴールデングローブ賞
ノミネート
作品賞 (ドラマ部門)
監督賞：アルフレッド・ヒッチコック
脚本賞：アンソニー・シェーファー
作曲賞：ロン・グッドウィン

## 演出
- 冒頭、空撮のテムズ川 → 公害から開放されるテムズ川についての演説 → ネクタイ殺人の死体発見といった一連のシーンは、『サイコ』の冒頭でも挑戦していた「全体から細部へ」の映像作りをさらに洗練された形で実現している。また、ブレンダ殺害、それに続く秘書の死体発見シーンや、バブスがラスク家に入った後の緊迫感あふれる長回しなど、ヒッチコックは随所に演出力を発揮している。
- ブレンダ殺害後、その眼が極端なクローズアップになる。このときヒッチコックは、瞳孔散大剤入りの目薬をブレンダ役のバーバラ・リー・ハントに差させ、瞳孔を死者のように広げている。これは『サイコ』のシャワー殺害後のジャネット・リーの眼が同じようにアップになった際、瞳孔が閉じているとの指摘を受けたことに対する「反省」からである。
- 主人公の珍妙な格好から、逃亡中の手配犯だと気づくホテルマン達の反応、ジャガイモを満載したトラックの荷台で死体からスーツピンを奪い返そうとするラスクの奮闘、料理教室でおぼえてきたらしい変てこな料理を披露して夫である警部に食欲を失わせるとぼけた雰囲気の妻など、随所に散りばめられたユーモアが、物語にヒッチコックならではのスパイスを効かせている。

## ヒッチコックの登場シーン
- 冒頭、テムズ川の河畔で行われている演説の聴衆として登場。
- 「予告編」では、その聴衆の指差す先のテムズ川に、ヒッチコック自身がプカプカと仰向けに浮いて登場する（もちろん作り物）という破天荒なものだった。